# República Eslovaca (1939–1945)
```
   |-
       |
Erro:
:  
valor não especificado para "
nome_comum
"

   |-
       | 
Erro:
:  
valor não especificado para "
continente
"
```

A (Primeira) República Eslovaca (em eslovaco:  [Prvá] Slovenská republika), também conhecido como Estado Eslovaco (Slovenský štát), foi um estado cliente parcialmente reconhecido da Alemanha Nazista que existiu entre 14 de março de 1939 e 4 de abril de 1945, após abandonar a Checoslováquia para ser anexada pela Alemanha. A parte eslovaca da Checoslováquia declarou independência com apoio alemão um dia antes da ocupação alemã da Boêmia e da Morávia. A República Eslovaca controlava a maior parte do território da actual Eslováquia, mas sem as atuais partes do sul, que foram cedidas pela Checoslováquia à Hungria em 1938. Foi a primeira vez na história que a Eslováquia foi um estado formalmente independente.
Um Estado unipartidário governado pelo Partido Popular Eslovaco de extrema-direita de Hlinka, a República Eslovaca é conhecida principalmente pela sua colaboração com a Alemanha Nazista, que incluiu o envio de tropas para a invasão da Polônia em Setembro de 1939 e da União Soviética em 1941. Em 1942, o país deportou 58.000 judeus (dois terços da população judaica eslovaca) para a Polônia ocupada pelos alemães, pagando à Alemanha 500 Reichsmarks cada. Após um aumento na atividade dos Partisans Eslovacos anti-nazistas, a Alemanha invadiu a Eslováquia, desencadeando uma grande revolta. A República Eslovaca foi abolida após a ocupação soviética em 1945 e o seu território foi reintegrado na recriada Terceira República Checoslovaca.
A atual República Eslovaca não se considera um estado sucessor da República Eslovaca durante a guerra, mas sim um sucessor da República Federal Checa e Eslovaca. No entanto, alguns nacionalistas continuam a celebrar o 14 de Março como o dia da independência.

## Nome
O nome oficial do país era Estado Eslovaco (em eslovaco:  Slovenský štát) de 14 de março a 21 de julho de 1939 (até a adoção da Constituição), e a República Eslovaca (em eslovaco:  Slovenská Republika) de 21 de julho de 1939 até o seu final em abril de 1945. O país é muitas vezes referido historicamente como a Primeira República Eslovaca (em eslovaco:  prvá Slovenská Republika) para distingui-la da (Segunda) República Eslovaca contemporânea, a Eslováquia, que não é considerada seu estado sucessor legal. O nome "Estado Eslovaco" foi usado coloquialmente, mas o termo "Primeira República Eslovaca" foi usado até mesmo em enciclopédias escritas durante o período comunista do pós-guerra.

## Criação

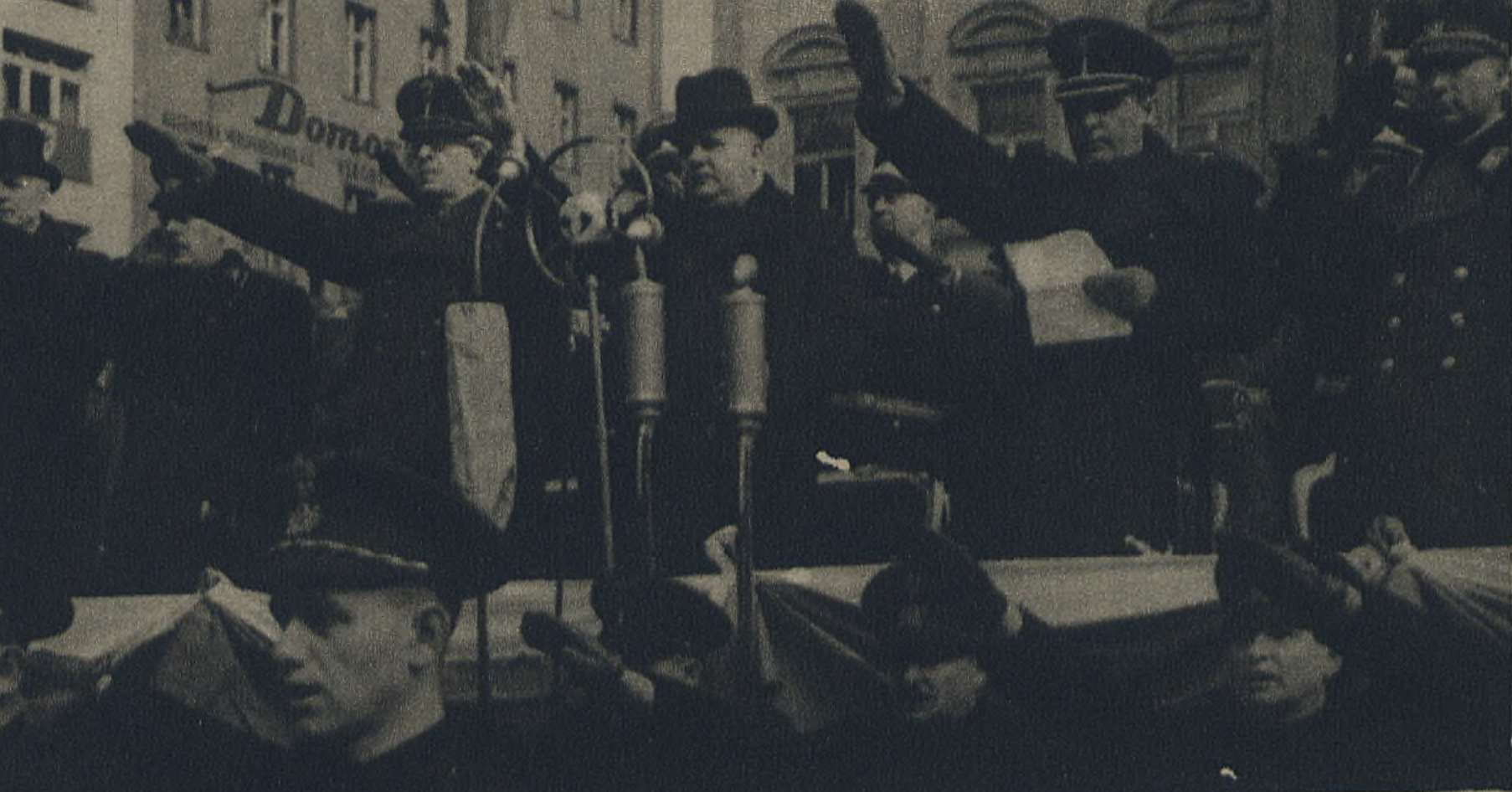
Jozef Tiso (centro) em cerimônia pelo segundo aniversário de 14 de março de 1939

Após o Acordo de Munique, a Eslováquia ganhou autonomia dentro da Checoslováquia (como a antiga Checoslováquia tinha sido renomeada) e perdeu os seus territórios do sul para a Hungria ao abrigo da Primeira Arbitragem de Viena. Enquanto o Führer nazista Adolf Hitler preparava uma mobilização em território checo e a criação de seu Protetorado da Boêmia e da Morávia, ele tinha vários planos para a Eslováquia. As autoridades alemãs foram inicialmente mal informadas pelos húngaros de que os eslovacos queriam juntar-se à Hungria. A Alemanha decidiu fazer da Eslováquia um Estado fantoche separado, sob a influência da Alemanha, e uma potencial base estratégica para ataques alemães à Polônia e outras regiões.
Em 13 de Março de 1939, Hitler convidou Monsenhor Jozef Tiso (o ex-primeiro-ministro eslovaco que tinha sido deposto pelas tropas checoslovacas vários dias antes) a Berlim e instou-o a proclamar a independência da Eslováquia. Hitler acrescentou que, se Tiso não consentisse, teria permitido que os acontecimentos na Eslováquia seguissem o seu curso - deixando-a efetivamente à mercê da Hungria e da Polônia. Durante a reunião, Joachim von Ribbentrop transmitiu um relatório afirmando que as tropas húngaras se aproximavam das fronteiras eslovacas. Tiso recusou-se a tomar tal decisão, após o que Hitler lhe permitiu organizar uma reunião do parlamento eslovaco ("Dieta da Terra Eslovaca") que aprovaria a independência da Eslováquia.
Em 14 de março, o parlamento eslovaco reuniu-se e ouviu o relatório de Tiso sobre a sua discussão com Hitler, bem como sobre uma possível declaração de independência. Alguns dos deputados estavam cépticos em tomar tal medida, entre outras razões devido ao facto de alguns temerem que o estado eslovaco fosse demasiado pequeno e com uma forte minoria húngara. O debate foi rapidamente levado à tona quando Franz Karmasin, líder da minoria alemã na Eslováquia, disse que qualquer atraso na declaração de independência resultaria na divisão da Eslováquia entre a Hungria e a Alemanha. Nestas circunstâncias, o Parlamento votou por unanimidade pela separação da Checoslováquia, criando assim o primeiro estado eslovaco da história. Jozef Tiso foi nomeado o primeiro primeiro-ministro da nova república. No dia seguinte, Tiso enviou um telegrama (que na verdade havia sido redigido no dia anterior em Berlim) anunciando a independência da Eslováquia, pedindo ao Reich que assumisse a proteção do Estado recém-criado. O pedido foi prontamente aceito.

## Forças Militares

### Guerra com a Hungria
Em 23 de março de 1939, a Hungria, já tendo ocupado Cárpatos-Ucrânia, atacou a partir daí, e a recém-criada República Eslovaca foi forçada a ceder 1.697 km2 de território com cerca de 70.000 pessoas para a Hungria antes do início da Segunda Guerra Mundial.

### Forças eslovacas durante a campanha contra a Polônia (1939)

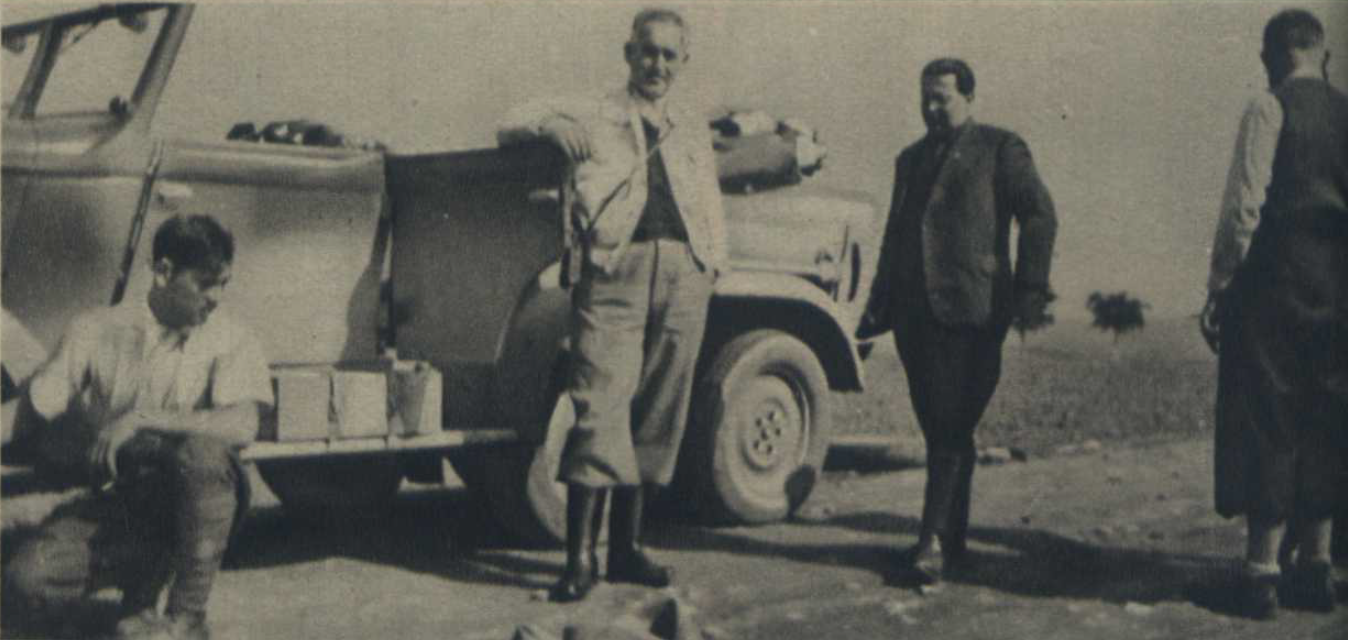
Soldados eslovacos na Polónia

A Eslováquia foi a única nação do Eixo, além da Alemanha, a participar na Invasão da Polônia. Com a iminente invasão alemã da Polônia planeada para Setembro de 1939, o Oberkommando der Wehrmacht (OKW) solicitou a ajuda da Eslováquia. Embora os militares eslovacos tivessem apenas seis meses de existência, formaram um pequeno grupo móvel de combate composto por vários batalhões de infantaria e artilharia. Dois grupos de combate foram criados para a campanha na Polónia para serem usados ao lado dos alemães. O primeiro grupo era uma formação do tamanho de uma brigada que consistia em seis batalhões de infantaria, dois batalhões de artilharia, e uma companhia de engenheiros de combate, todos comandados por Antonín Pulanich. O segundo grupo era uma formação móvel que consistia em dois batalhões de cavalaria combinada e tropas de reconhecimento de motocicletas, juntamente com nove baterias de artilharia motorizadas, todas comandadas por Gustav Malár. Os dois grupos reportaram-se ao quartel-general da 1ª e 3ª Divisões de Infantaria Eslovaca. Os dois grupos de combate lutaram enquanto avançavam pelas passagens montanhosas de Nowy Sącz e Dukla, avançando em direção a Dębica e Tarnów, na região do sul da Polônia.

### Forças eslovacas durante a campanha contra a União Soviética

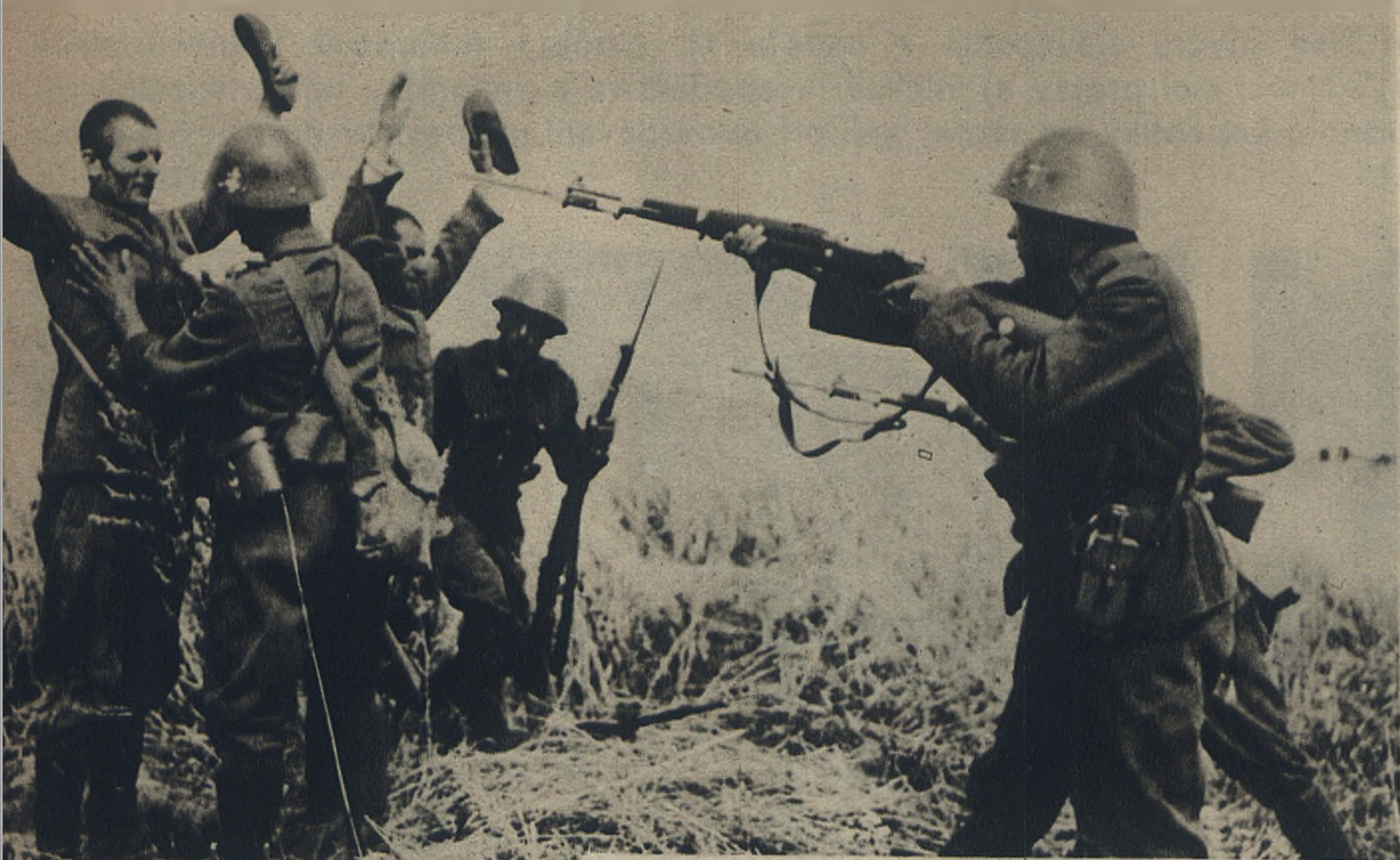
Soldados eslovacos forçam soldados do Exército Vermelho a se render

Os militares eslovacos participaram na guerra na Frente Oriental contra a União Soviética. O Grupo do Exército Expedicionário Eslovaco de cerca de 45.000 pessoas entrou na União Soviética logo após o ataque alemão. Este exército carecia de apoio logístico e de transporte, por isso uma unidade muito menor, o Comando Móvel Eslovaco (Brigada Pilfousek), foi formada a partir de unidades selecionadas desta força; o resto do exército eslovaco foi relegado ao serviço de segurança da retaguarda. O Comando Móvel Eslovaco foi anexado ao 17º Exército Alemão (assim como o Grupo Húngaro dos Cárpatos) e logo depois entregue ao comando direto alemão, pois os eslovacos não tinham a infraestrutura de comando para exercer um controle operacional eficaz. Esta unidade lutou com o 17º Exército até julho de 1941, inclusive na Batalha de Uman.
No início de agosto de 1941, o Comando Móvel Eslovaco foi dissolvido e, em vez disso, duas divisões de infantaria foram formadas a partir do Grupo do Exército Expedicionário Eslovaco. A 2ª Divisão Eslovaca era uma divisão de segurança, mas a 1ª Divisão Eslovaca foi uma unidade de linha de frente que lutou nas campanhas de 1941 e 1942, alcançando a área do Cáucaso com o Grupo de Exércitos B. A 1ª Divisão Eslovaca compartilhou então o destino das forças alemãs do sul, perdendo seu equipamento pesado na cabeça de ponte de Kuban, sendo então gravemente mutilada perto de Melitopol, no sul da Ucrânia. Em junho de 1944, o remanescente da divisão, já não considerado apto para o combate devido ao baixo moral, foi desarmado e o pessoal destacado para as obras, destino que já se abateu sobre a 2ª Divisão Eslovaca pelo mesmo motivo.

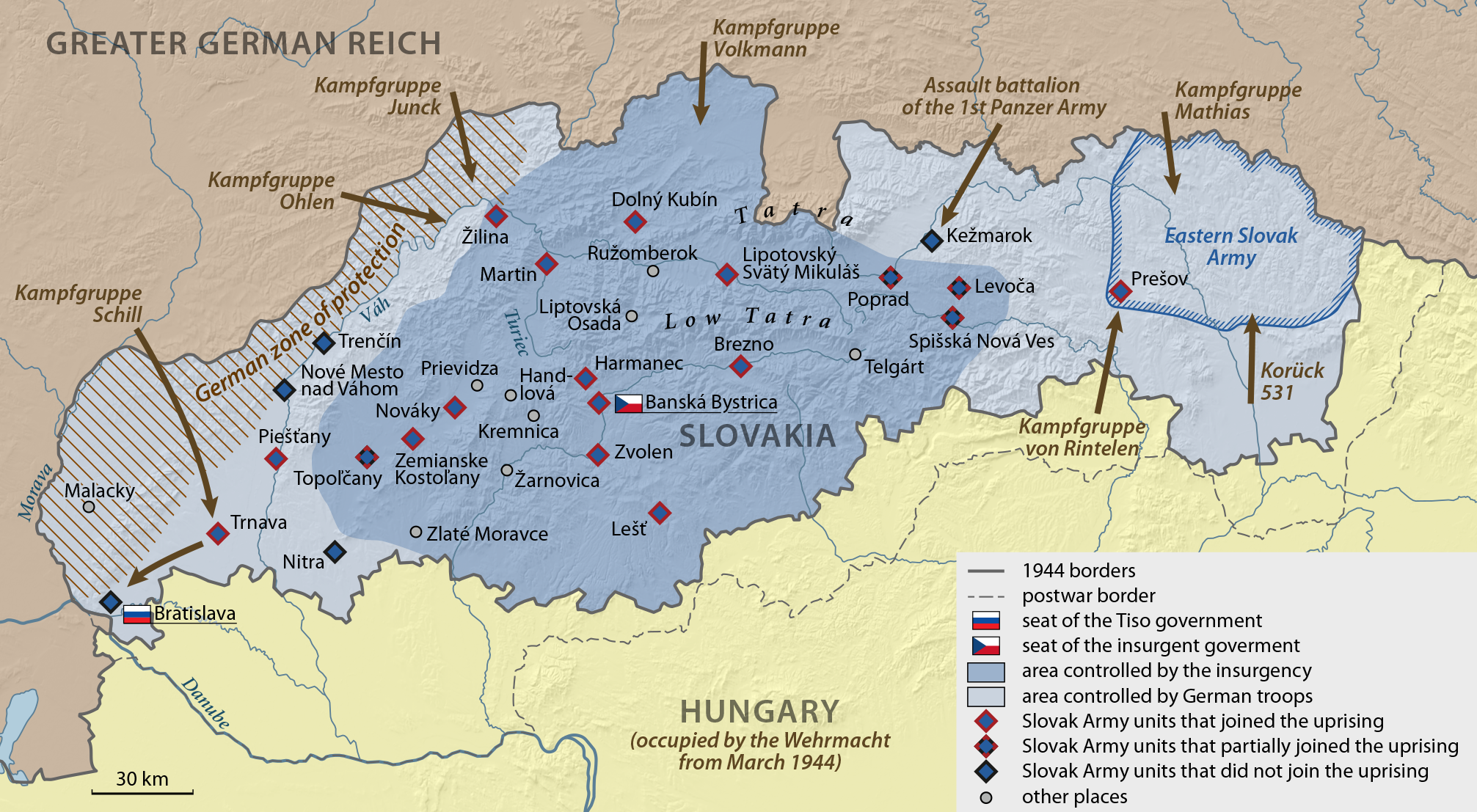
Mapa da situação nos primeiros dias da Revolta Nacional Eslovaca

### Revolta Nacional Eslovaca
Em 1944, durante a Revolta Nacional Eslovaca, muitas unidades eslovacas aliaram-se à resistência eslovaca e rebelaram-se contra o governo colaboracionista de Tiso, enquanto outras ajudaram as forças alemãs a reprimir a revolta.
Com o avanço das forças soviéticas e a crescente impopularidade do regime filo-fascista do monsenhor Jozef Tiso, os alemães e o governo estudaram a possibilidade de uma ocupação completa do país.

## Reconhecimento diplomático
O estado eslovaco emergente foi quase imediatamente reconhecido pela Alemanha e pela Itália algumas semanas depois. A Grã-Bretanha e a França recusaram-se a fazê-lo; em março de 1939, ambas as potências enviaram notas diplomáticas a Berlim protestando contra os acontecimentos na antiga Checoslováquia como uma violação do Acordo de Munique, e comprometeram-se a não reconhecer as mudanças territoriais. Notas semelhantes – embora sem referência a Munique – foram enviadas pela URSS e pelos EUA. Alguns estados não pertencentes ao Eixo, como a Suíça, a Polônia e o Vaticano, reconheceram a Eslováquia em março ou abril de 1939.
As Grandes Potências logo mudaram de posição. Em Maio, a diplomacia britânica solicitou (e recebeu) um novo exequátur para o seu antigo cônsul em Bratislava, o que marcou o reconhecimento de facto da Eslováquia. A França seguiu o exemplo em julho de 1939. No entanto, as legações checoslovacas continuaram a operar em Londres e Paris. Algumas organizações internacionais como a Liga das Nações ou a União Internacional do Trabalho ainda consideravam a Checoslováquia como seu membro, mas algumas – como a União Postal Universal – admitiram a Eslováquia.
Após a eclosão da Segunda Guerra Mundial, os consulados britânico e francês na Eslováquia foram fechados e o território foi declarado sob ocupação inimiga (ou seja, alemã). No entanto, em Setembro de 1939, a URSS reconheceu a Eslováquia, admitiu um representante eslovaco e fechou a legação checoslovaca até então operacional em Moscovo. As relações diplomáticas oficiais soviético-eslovacas foram mantidas até a eclosão da guerra germano-soviética em 1941, quando a Eslováquia se juntou à invasão do lado da Alemanha e a URSS reconheceu o governo no exílio da Checoslováquia; A Grã-Bretanha reconheceu isso um ano antes.
Ao todo, 27 estados reconheceram de jure ou de facto a Eslováquia. Eles eram os aliados do Eixo (como Romênia, Finlândia, Hungria) ou os estados semi-independentes dominados pelo Eixo (como França de Vichy, Manchukuo)  ou países neutros como Lituânia, Holanda e Suécia, bem como alguns além Europa (como Equador, Costa Rica, Libéria). Em alguns casos, as legações checoslovacas foram encerradas (por exemplo, na Suíça), mas alguns países optaram por uma posição algo ambígua. Os estados que mantiveram a sua própria independência deixaram de reconhecer a Eslováquia nas fases finais da Segunda Guerra Mundial, embora alguns (por exemplo, Espanha) tenham permitido operações de representação semi-diplomática até ao final da década de 1950.

## Relações Internacionais

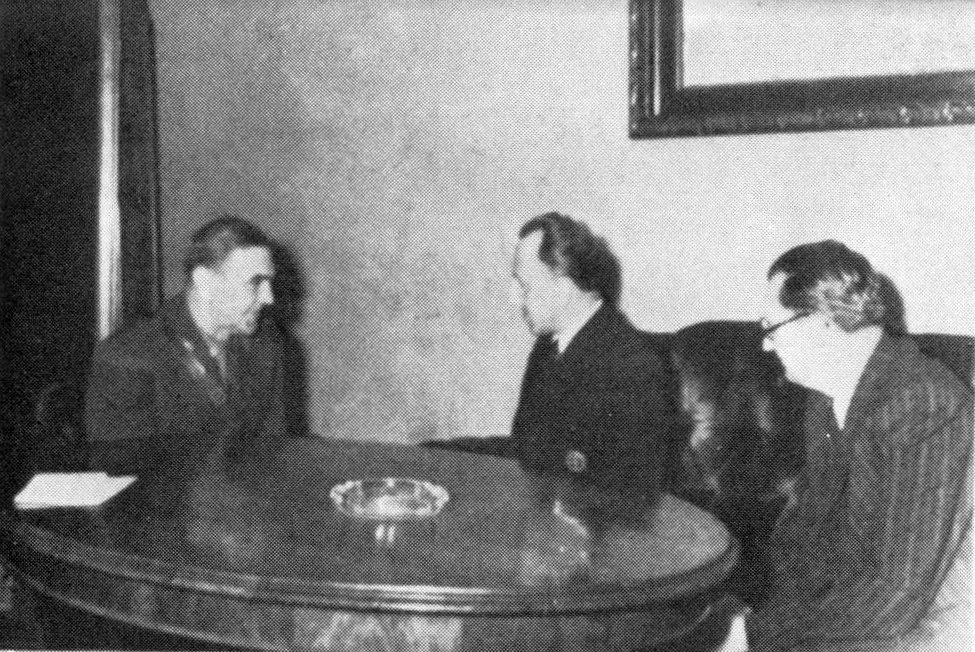
Embaixador da Eslováquia na Croácia, Karel Murgaš (no meio) com o croata Poglavnik Ante Pavelić e o ministro das Relações Exteriores Mladen Lorković

Desde o início, a República Eslovaca esteve sob a influência da Alemanha. O chamado "tratado de proteção" ( Tratado sobre a relação de proteção entre a Alemanha e o Estado Eslovaco), assinado em 23 de Março de 1939, subordinou parcialmente a sua política externa, militar e económica à da Alemanha. A Wehrmacht alemã estabeleceu a chamada “zona de proteção” na Eslováquia Ocidental em agosto de 1939.  Em julho de 1940, na Conferência de Salzburgo, os alemães forçaram uma remodelação do gabinete eslovaco, ameaçando retirar as suas garantias de proteção. 
O Tratado Eslovaco-Soviético de Comércio e Navegação foi assinado em Moscou em 6 de dezembro de 1940.
O problema de política externa mais difícil do Estado envolveu as relações com a Hungria, que anexou um terço do território da Eslováquia pela Primeira Arbitragem de Viena de 2 de novembro de 1938. A Eslováquia tentou conseguir uma revisão do Prémio de Viena, mas a Alemanha não o permitiu. Também havia disputas constantes sobre o tratamento dispensado pela Hungria aos eslovacos que viviam na Hungria.
Após a participação eslovaca na invasão da Polônia em Setembro de 1939, os ajustamentos fronteiriços aumentaram a extensão geográfica da República Eslovaca nas áreas de Orava e Spiš, absorvendo o território anteriormente controlado pela Polônia.
A proclamação da amizade Croata-Romeno-Eslovaca foi criada em 1942 com o objetivo de impedir uma maior expansão húngara. Pode ser comparado à Pequena Entente.

## Características

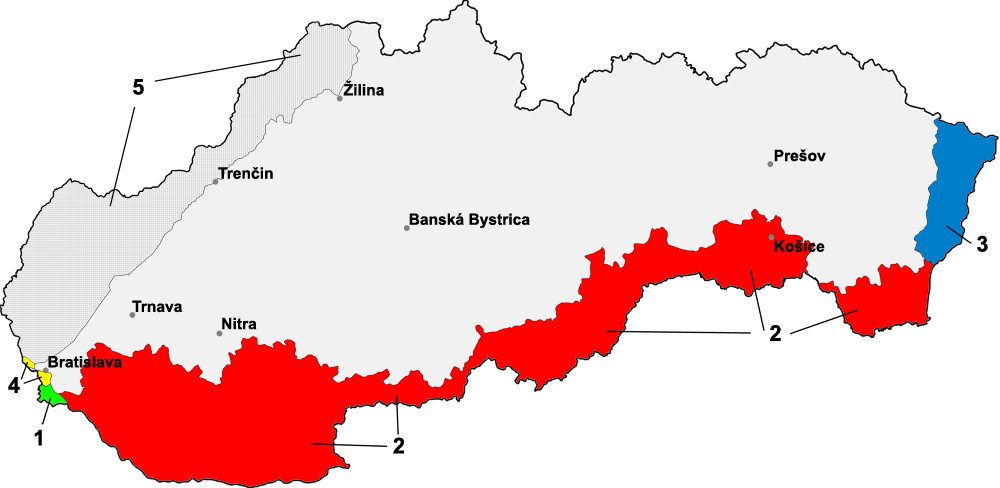
Mudanças territoriais da República Eslovaca de 1938 a 1947 (vermelho indicando áreas que se tornaram parte da Hungria, devido a Primeira Arbitragem de Viena. Faltam mudanças na fronteira com a Polônia)

2,6 milhões de pessoas viviam dentro das fronteiras de 1939 do Estado Eslovaco e 85 por cento declararam a nacionalidade eslovaca no censo de 1938. As minorias incluíam alemães (4,8 por cento), checos (2,9 por cento), russinos (2,6 por cento), húngaros (2,1 por cento), judeus (1,1 por cento) e povos ciganos (0,9 por cento).  Setenta e cinco por cento dos eslovacos eram católicos e a maior parte do restante pertencia às igrejas luterana e greco-católica.  50% da população trabalhava na agricultura. O estado foi dividido em seis condados (župy), 58 distritos (okresy) e 2.659 municípios. A capital Bratislava tinha mais de 140.000 habitantes.
O estado deu continuidade ao sistema jurídico da Tchecoslováquia, que foi modificado apenas gradualmente. De acordo com a Constituição de 1939, o "Presidente" (Jozef Tiso) era o chefe do estado, a "Assembleia/Dieta da República Eslovaca" eleita por cinco anos era o órgão legislativo máximo (no entanto, não ocorreram eleições gerais), e o "Conselho de Estado" desempenhava as funções de um Senado. O governo com oito ministérios era o órgão executivo.
A República Eslovaca foi um regime autoritário onde a pressão alemã resultou na adoção de muitos elementos do nazismo. Alguns historiadores caracterizaram o regime de Tiso como fascismo clerical. O governo emitiu uma série de leis antissemitas, proibindo os judeus de participarem na vida pública, e mais tarde apoiou a sua deportação para campos de concentração erguidos pela Alemanha no território polaco ocupado. Os únicos partidos políticos permitidos eram o Partido Popular Eslovaco de Hlinka, dominante, e dois partidos menores abertamente fascistas, sendo estes o Partido Nacional Húngaro, que representava a minoria húngara, e o Partido Alemão, que representava a minoria alemã. No entanto, esses dois partidos formaram parte de uma coligação com o Partido Popular; para todos os efeitos, a Eslováquia era um Estado de partido único.

## Divisões administrativas

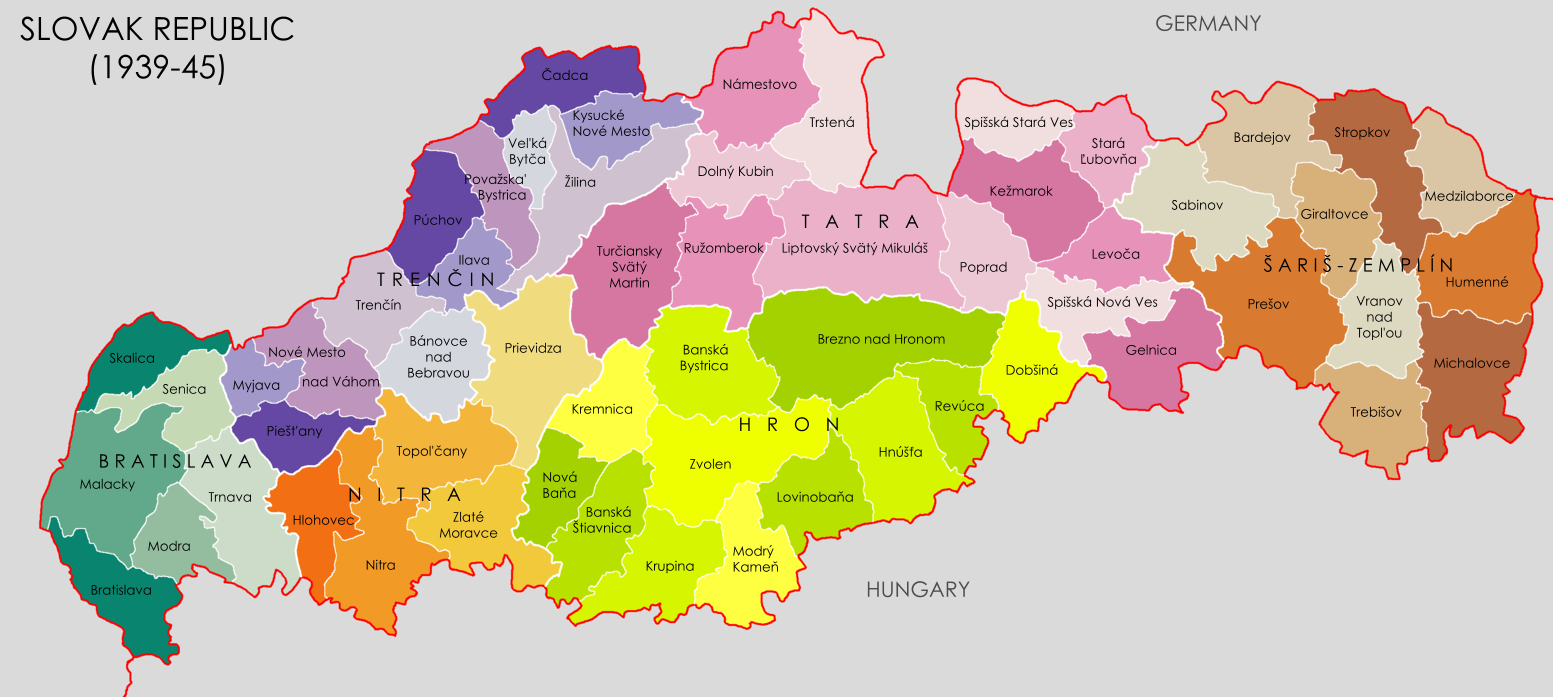
A República Eslovaca em 1944

A República Eslovaca foi dividida em 6 condados e 58 distritos a partir de 1 de Janeiro de 1940. Os registros populacionais existentes são da mesma época:
1. Condado de Bratislava (Bratislavská župa), 3.667km2, com 455.728 habitantes, e 6 distritos: Bratislava, Malacky, Modra, Senica, Skalica, e Trnava.
2. Condado de Nitra (Nitrianska župa), 3.546km2, com 335.343 habitantes, e 5 distritos: Hlohovec, Nitra, Prievidza, Topoľčany, e Zlaté Moravce.
3. Condado de Trenčín (Trenčianska župa), 5.592km2, com 51.698 habitantes e 12 distritos: Bánovce Nad Bebravou, Čadca, Ilava, Kysucké Nové Mesto, Myjava, Nové Mesto nad Váhom, Piešťany, Považská Bystrica, Púchov, Trenčín, Veľká Bytča, e Žilina.
4. Condado de Tatra (Tatranská župa), 9.222km2, com 463.286 habitantes, e 13 distritos: Dolný Kubín, Gelnica, Kežmarok, Levoča, Liptovský Svätý Mikuláš, Námestovo, Poprad, Ružomberok, Spišská Nová Ves, Spišská Stará Ves, Stará Ľubovňa, Trstená e Turčiansky Svätý Martin.
5. Condado de Šariš-Zemplín (Šarišsko-zemplínska župa), 7.390km2, com 440.372 habitantes, e 10 distritos: Bardejov, Giraltovce, Humenné, Medzilaborce, Michalovce, Prešov, Sabinov, Stropkov, Trebišov, e Vranov nad Topľou.
6. Condado de Hron (Pohronská župa), 8.587km2, com 443.626 habitantes, e 12 distritos: Banská Bystrica, Banská Štiavnica, Brezno nad Hronom, Dobšiná, Hnúšťa, Kremnica, Krupina, Lovinobaňa, Modrý Kameň, Nová Baňa, Revúca, e Zvolen.

## O Holocausto

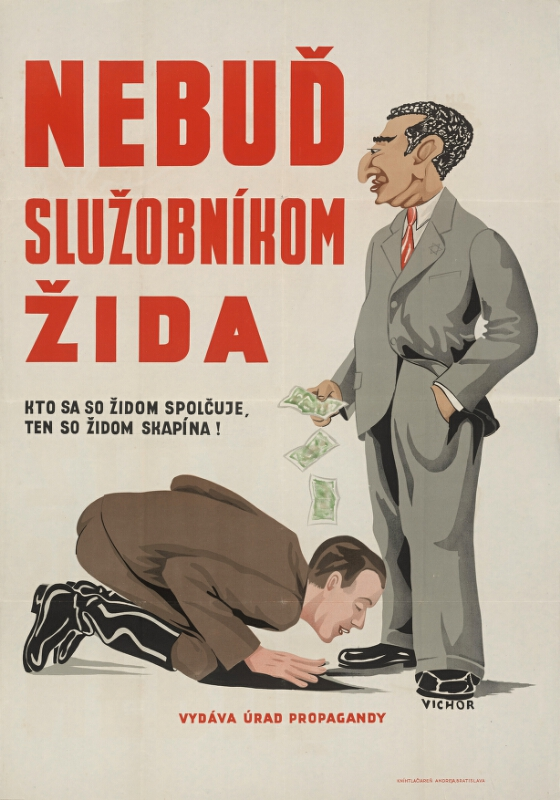
Um cartaz de propaganda eslovaco exorta os leitores a não “serem servos dos judeus”.

Logo após a independência e juntamente com o exílio em massa e a deportação dos checos, a República Eslovaca iniciou uma série de medidas dirigidas contra os judeus no país. A Guarda de Hlinka começou a atacar os judeus, e o “Código Judaico” foi aprovado em setembro de 1941. Assemelhando-se às Leis de Nuremberg, o código exigia que os judeus usassem uma braçadeira amarela e os proibia de casamentos mistos e de muitos empregos. Em outubro de 1941, 15 mil judeus foram expulsos de Bratislava; muitos foram enviados para campos de trabalhos forçados.
A República Eslovaca foi um dos países que concordou em deportar os seus judeus como parte da Solução Final. Originalmente, o governo eslovaco tentou fazer um acordo com a Alemanha em Outubro de 1941 para deportar os seus judeus como um substituto para o fornecimento de trabalhadores eslovacos para ajudar no esforço de guerra. Após a Conferência de Wannsee, os alemães concordaram com a proposta eslovaca, e foi alcançado um acordo onde a República Eslovaca pagaria por cada judeu deportado, e, em troca, a Alemanha prometeu que os judeus nunca retornariam à república. Os termos iniciais eram para "20.000 judeus jovens e fortes", mas o governo eslovaco rapidamente concordou com uma proposta alemã de deportar toda a população para "evacuação para territórios no Leste", ou seja, para Auschwitz-Birkenau.
As deportações de judeus da Eslováquia começaram em 25 de março de 1942, mas foram interrompidas em 20 de outubro de 1942 depois que um grupo de cidadãos judeus, liderado por Gisi Fleischmann e o Rabino Michael Ber Weissmandl, construiu uma coalizão de funcionários preocupados do Vaticano e do governo, e, através de uma mistura de suborno e negociação, conseguiu interromper o processo. Nessa altura, porém, cerca de 58 mil judeus já tinham sido deportados, a maior parte para Auschwitz. Funcionários do governo eslovaco apresentaram queixas contra a Alemanha quando se tornou claro que muitos dos judeus eslovacos anteriormente deportados tinham sido gaseados em execuções em massa.
As deportações judaicas foram retomadas em 30 de setembro de 1944, quando a República perdeu a independência para uma ocupação alemã completa devido à preocupação dos nazistas de que o exército soviético tivesse alcançado a fronteira eslovaca, e a Revolta Nacional Eslovaca começou. Durante a ocupação alemã, outros 13.500 judeus foram deportados e 5.000 foram presos. As deportações continuaram até 31 de março de 1945. Ao todo, as autoridades alemãs e eslovacas deportaram cerca de 70.000 judeus da Eslováquia; cerca de 65.000 deles foram assassinados ou morreram em campos de concentração. Os números globais são inexatos, em parte porque muitos judeus não se identificaram, mas uma estimativa de 2006 é que aproximadamente 105.000 judeus eslovacos, ou 77% da sua população pré-guerra, morreram durante a guerra.

## Planos da SS para a Eslováquia
Embora a política oficial do regime nazista fosse a favor de um estado eslovaco independente, dependente da Alemanha e se opusesse a quaisquer anexações do território eslovaco, as SS de Heinrich Himmler consideraram opções ambiciosas de política populacional em relação à minoria alemã da Eslováquia, que contava com cerca de 130.000 pessoas. Em 1940, Günther Pancke, chefe do SS RuSHA ("Departamento Central de Raça e Colonização") empreendeu uma viagem de estudo em terras eslovacas onde estavam presentes alemães étnicos, e relatou a Himmler que os alemães eslovacos corriam o risco de desaparecer. Pancke recomendou que fossem tomadas medidas para fundir a parte racialmente valiosa dos eslovacos na minoria alemã e remover as populações cigana e judaica. Ele afirmou que isso seria possível "excluindo" a minoria húngara do país e estabelecendo cerca de 100.000 famílias de etnia alemã na Eslováquia. O núcleo racial desta política de germanização seria obtido da Guarda Hlinka, que seria integrada nas SS num futuro próximo.

## Líderes e políticos

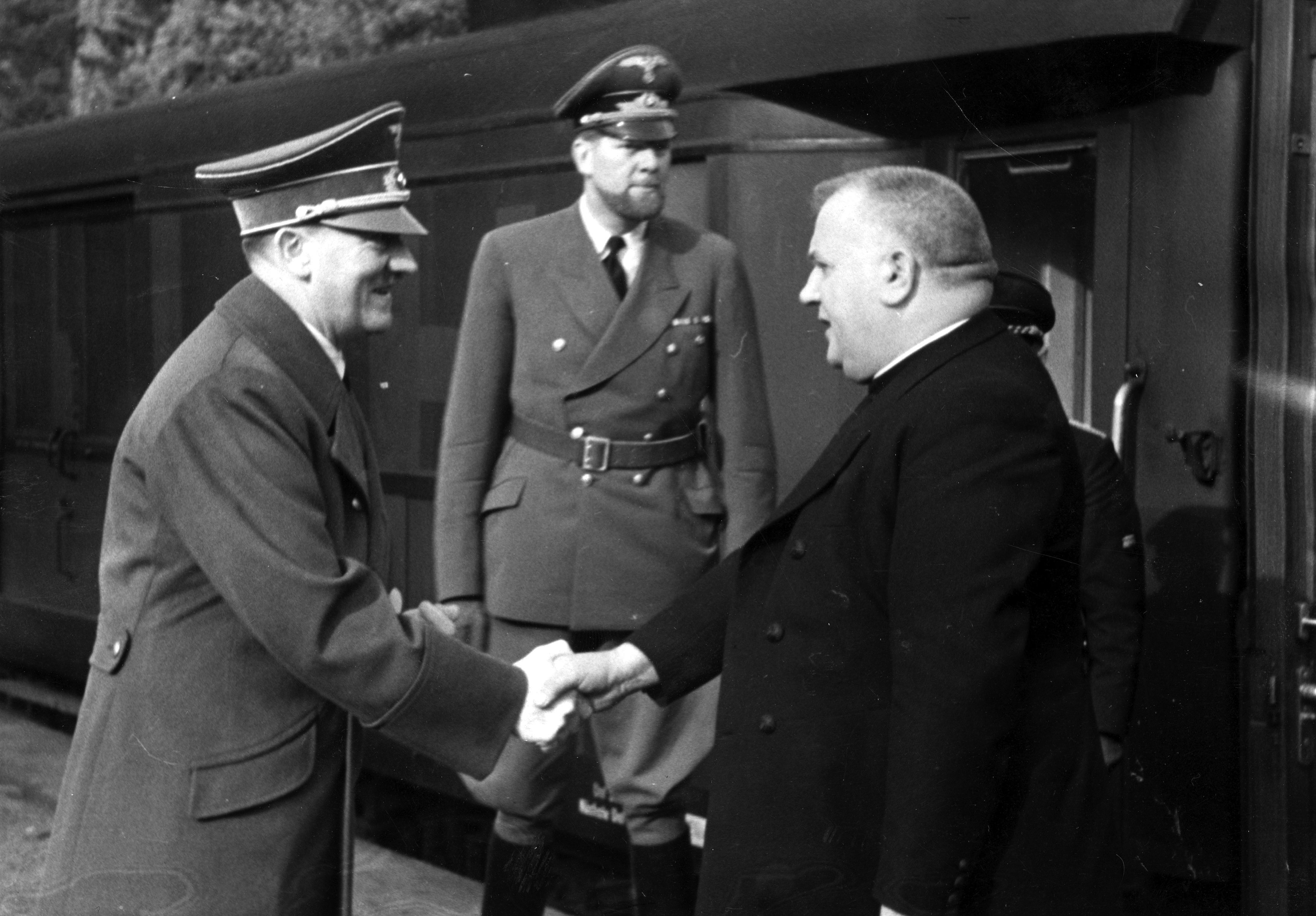
Adolf Hitler cumprimentando Jozef Tiso, 1941

Estandarte do Presidente da República Eslovaca

### Presidente
| N° | Retrato | Nome       | Mandato                                    |
| -- | ------- | ---------- | ------------------------------------------ |
| 1  |         | Jozef Tiso | 26 de outubro de 1939 – 4 de abril de 1945 |

### Primeiros-ministros
| N° | Retrato | Nome         | Mandato                                       |
| -- | ------- | ------------ | --------------------------------------------- |
| 1  |         | Jozef Tiso   | 14 de março de 1939 – 26 de outubro de 1939   |
| 2  |         | Vojtech Tuka | 26 de outubro de 1939 – 5 de setembro de 1944 |
| 3  |         | Štefan Tiso  | 5 de setembro de 1944 – 4 de abril de 1945    |

### Comandantes das Forças de Ocupação Alemãs
| N° | Retrato | Nome                                       | Mandato                                       |
| -- | ------- | ------------------------------------------ | --------------------------------------------- |
| 1  |         | Obergruppenführer Gottlob Christian Berger | 29 de agosto de 1944 – 20 de setembro de 1944 |
| 2  |         | Obergruppenführer Hermann Höfle            | 20 de setembro de 1944 – 3 de abril de 1945   |

### Comandantes das Forças de Ocupação Soviéticas
| N° | Retrato | Nome                 | Mandato                                   |
| -- | ------- | -------------------- | ----------------------------------------- |
| 1  |         | GA Ivan Petrov       | 6 de agosto de 1944 – 24 de março de 1945 |
| 2  |         | GA Andrey Yeryomenko | 25 de abril de 1945 – julho de 1945       |

## Fim

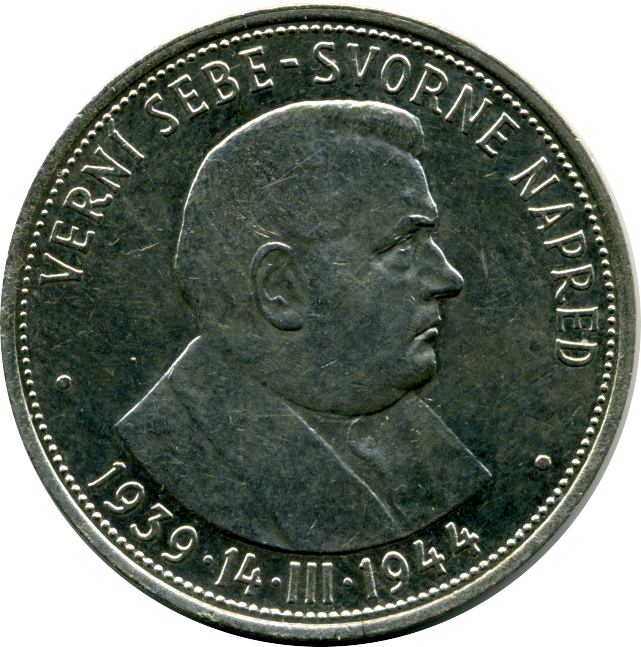
Moeda de prata de 50 coroas eslovacas por ocasião do aniversário de cinco anos da República Eslovaca (1939–1944) com uma efígie do presidente eslovaco Jozef Tiso

Após a Revolta Nacional Eslovaca anti-nazista em agosto de 1944, os alemães ocuparam o país (a partir de outubro de 1944), que perdeu assim grande parte de sua independência. As tropas alemãs foram gradualmente expulsas pelo Exército Vermelho, pelas tropas romenas e pelas tropas checoslovacas vindas do leste. Os territórios libertados tornaram-se novamente parte de facto da Checoslováquia.
A Primeira República Eslovaca deixou de existir de facto em 4 de abril de 1945, quando o Exército Vermelho capturou Bratislava e ocupou toda a Eslováquia. De jure, deixou de existir quando o governo eslovaco exilado capitulou perante o general Walton Walker liderando o XX Corpo do 3º Exército dos EUA em 8 de maio de 1945 na cidade austríaca de Kremsmünster. No verão de 1945, o ex-presidente capturado e membros do antigo governo foram entregues às autoridades da Checoslováquia.
Vários políticos eslovacos proeminentes fugiram para países neutros. Após o seu cativeiro, o presidente deposto Jozef Tiso autorizou o antigo ministro dos Negócios Estrangeiros Ferdinand Ďurčanský como seu sucessor. Ďurčanský, o secretário pessoal de Tiso, Karol Murín, e o primo Fraňo Tiso foram nomeados pelo ex-presidente Tiso como representantes da nação eslovaca, no entanto, não conseguiram criar um governo no exílio porque nenhum país os reconheceu. Na década de 1950, juntamente com outros nacionalistas eslovacos, estabeleceram o Comité de Ação Eslovaco (mais tarde Comité de Libertação Eslovaco), que defendeu sem sucesso a restauração do Estado eslovaco independente e o recomeço da guerra contra a União Soviética. Após a dissolução da Checoslováquia e a criação da República Eslovaca, o Comitê de Libertação Eslovaco proclamou a autorização de Tiso como obsoleta.

## Legado
Alguns nacionalistas eslovacos, como o Partido Kotleba, celebram o dia 14 de março como o aniversário da independência da Eslováquia, embora 1º de janeiro (a data do Divórcio de Veludo) seja o dia oficial da independência. A questão das comemorações do 14 de março dividiu o Movimento Democrata Cristão no início da década de 1990.